# Alanina
L'alanina (representat per les lletres Ala) és un dels aminoàcids transcripcionals que formen les proteïnes dels éssers vius.
És una molècula hidrofòbica, amb un grup metil com a cadena lateral. És l'aminoàcid més petit després de la glicina.
L'abreviatura d'una lletra és A i la de tres lletres Ala. A l'ARNm, codifica com a GCU GCC GCA GCG.
L'alanina és un aminoàcid no essencial pels éssers humans, però de gran importància. Existeixen dos enantiòmers diferents: l-alanina i d-alanina. La l-alanina és un dels 20 aminoàcids més utilitzats en la biosíntesis de les proteïnes, després de la leucina, ja que es troba en un 7,8% de les estructures primàries i en 1150 proteïnes. La d-alanina es troba a les parets cel·lulars bacterials i en alguns pèptids antibiòtics. Es troba a l'interior i a l'exterior de les proteïnes globulars.

## Biosíntesi
L'alanina és molt comú, ja que transfereix el seu grup amino al piruvat. Per culpa de les reaccions de transaminació a través de l'enzim alanina transaminasa, la qual es reverteix ràpidament, l'alanina pot biosintetitzar-se amb facilitat a partir del piruvat, per tant es troba present als cicles metabòlics de la glicòlisis, gluconeogènesis i en el cicle de l'àcid cítric.

## Funcions
S'utilitza com a font d'energia pels músculs, el cervell i el sistema nerviós, a més ajuda a metabolitzar els àcids orgànics i els glúcids i es troba involucrada en el metabolisme del triptòfan i de la vitamina B6.
L'alanina sintetitzada surt del torrent sanguini i és captada pel fetge, on es metabolitzarà. Mitjançant un procés de gluconeogènesis, es transforma en glucosa, la qual serà utilitzada pel múscul, el cervell, l'eritròcit, la pell, la retina i la medul·la renal.
Ajuda l'estimulació dels anticossos i a estabilitzar els nivells de sucre en sang, a més manté la pròstata en bon estat.
La seva falta pot ocasionar una sèrie de trastorns a l'organisme, com per exemple, problemes protàtics, predisposició a les infeccions, alteracions de la glucosa, debilitat muscular, alteracions nervioses i falta de concentració.